# Skolochloa trzcinowata
Skolochloa trzcinowata (Scolochloa festucacea (Willd.) Link) – gatunek rośliny z rodziny wiechlinowatych. Występuje w Europie, Azji i Ameryce Północnej, w strefie klimatów umiarkowanych.
W Polsce gatunek rzadki; rośnie w rozproszeniu, głównie w północnej części kraju.

## Morfologia
ŁodygaProste źdźbło o wysokości 1-2 m.
LiściePochwy liściowe otwarte. Blaszki żywozielone, płaskie, szorstkie na grzbiecie, o szerokości 5–12 mm. Języczek liściowy ścięty, porozrywany, do 6 mm długości.
KwiatyZebrane w lancetowate, 3-4-kwiatowe kłoski o długości około 1 cm, te z kolei zebrane w bardzo dużą wiechę o długości 20–40 cm. Oś kłoska u nasady kwiatów krótko, szorstko owłosiona. Oś wiechy trójkanciasta w górnej części. Gałązki wiechy szorstkie, cienkie, skierowane w górę. Dolne gałązki z kilkoma gałązkami bocznymi u podstawy. Plewy bardzo ostre. Plewa górna pięcionerwowa, dłuższa od dolnej. Plewka dolna siedmionerwowa, zaokrąglona na grzbiecie. Słupek szorstko owłosiony.
OwocZiarniak.

## Biologia i ekologia
Bylina, hydrofit. Kwitnie od czerwca do lipca. Rośnie na brzegach wód. Liczba chromosomów 2n =28.

## Zagrożenia i ochrona
Roślina umieszczona na polskiej czerwonej liście w kategorii VU (narażony). Znajduje się także w czerwonej księdze gatunków zagrożonych w kategorii LC (najmniejszej troski).